# Mont Kinabalu
El mont Kinabalu (en malai Gunung Kinabalu) és una muntanya de l'illa de Borneo, al Sud-est asiàtic. Es troba a l'estat malai de Sabah, i està protegit pel Parc Nacional del Kinabalu, que és Patrimoni de la Humanitat des de l'any 2000. Té una alçada de 4.095 m, i és el punt més alt de Malàisia i de Borneo. A més, és la vintena muntanya amb més prominència del món.
El principal pic de la muntanya pot ser assolit per una persona de salut normal, sense requeriment d'equipament d'alpinisme. Altres pics del massís, però, exigeixen habilitats per a escalar roques.
La muntanya està situada dins d'un parc nacional i presenta una gran varietat de flora, que inclou plantes carnívores i orquídies salvatges. El parc alberga entre 5.000 i 6.000 espècies de plantes, 326 espècies d'aus i més de 100 espècies de mamífers. Entre les plantes, hi ha les cèlebres flors gegants Rafflesia i entre les espècies animals més emblemàtiques l'orangutan.